# Horacio Troche
Horacio Troche (4. února 1935 Nueva Helvecia – 14. července 2014 Morelia) byl uruguayský fotbalista, obránce.

## Klubová kariéra
Hrál za týmy Nacional Montevideo, CA Huracán, CA River Plate, CA Cerro, CA Peñarol, Alemannia Aachen, Bonner SC a SV Beuel 06. V Poháru osvoboditelů nastoupil v 7 utkáních.

## Reprezentační kariéra
Za reprezentaci Uruguaye nastoupil v letech 1959–1966 ve 28 utkáních. Startoval na Mistrovství světa ve fotbale 1962 a 1966, na mistrovství světa nastoupil v 7 utkáních. Na mistrovství světa 1966 byl kapitánem reprezentace Uruguaye.

## Trenérská kariéra
Trénoval mexické kluby CD Guadalajara, San Isidro Laguna, Tampico Madero FC a Deportivo Irapuato.